# Else Wex-Cleemann
Else Wex-Cleemann, geb. Wex (* 29. November 1890 in Ciudad Bolívar, Venezuela; † 24. März 1978 in Bad Oldesloe) war eine deutsche Malerin.

## Leben
Else Wex war die Tochter des zum Zeitpunkt ihrer Geburt in Venezuela tätigen Kaufmanns Otto Wex. 1893 zog die Familie nach Hamburg, wo Otto Wex bald ein erfolgreiches Import-Export-Geschäft für in Amerika produzierte Schreibtische aufbaute, das er in den kommenden Jahren noch durch eine eigene Fabrik für Büromöbel erweiterte. Ihr Studium an der Kunstgewerbeschule, einer Vorgängerin der Hochschule für bildende Künste Hamburg, schloss Else Wex mit dem Examen als Zeichenlehrerin ab. 1910 ging sie nach Berlin, wo sie an der Kunstschule von Arthur Lewin-Funcke unter anderem bei Lovis Corinth studierte. Zurück in Hamburg lernte sie Grafik bei Fritz Behnke (1881–1932).
1913/14 verbrachte sie in Paris. Bei Ausbruch des Ersten Weltkriegs kehrte sie in das Haus ihrer Eltern zurück, die inzwischen nach Bad Oldesloe in eine Villa in der Kurparkallee 4 gezogen waren. Else Wex schloss sich Hamburger und Lübecker Künstlerkreisen an. 1919/20 fanden die erste Einzelausstellung beim Hamburger Kunstverein sowie eine Gemeinschaftsausstellung zusammen mit Werken von Paula Modersohn-Becker, Clara Westhof-Rilke und Käthe Schaller-Herlin in der Overbeck-Gesellschaft in Lübeck statt. In den 1920er Jahren malte sie vor allem Porträts, etwa von der Hamburger Malerin Valeska Röver, aber auch Landschaften. Studienreisen führten sie 1925 nach Italien und München, später auch nach Norwegen, Dänemark, Holland und Frankreich. Carl Georg Heise förderte sie durch Beteiligung an Ausstellungen in Lübeck. In dieser Zeit war ihr Stil von der Neuen Sachlichkeit geprägt. „Typisch für die Malerei von Wex-Cleemann sind das leuchtende Kolorit und die Schärfe und Klarheit der äußeren Formen.“
1933 heiratete Else Wex den geschiedenen Oldesloer Studienrat Jan Cleemann (1890–1940), der von der nationalsozialistischen Schulverwaltung zum 1. Januar 1934 nach § 6 des Gesetzes zur Wiederherstellung des Berufsbeamtentums in den Ruhestand versetzt wurde.
1937 wurde ihr Ölgemälde Alte Fabrik (Fabrikhof), das sie 1929/30 gemalt hatte, aus der Kunsthalle zu Kiel als Entartete Kunst beschlagnahmt. Gleichzeitig wurde ihr 1934 entstandenes ganzfiguriges Porträt von Hermann Behme als SS-Standartenführer in der Großen Deutschen Kunstausstellung gezeigt. Ihr ebenfalls 1937 entstandenes Selbstbildnis als Eva (heute im Behnhaus in Lübeck) spiegelt etwas von dieser Ambivalenz von Ablehnung und Erfolg im Nationalsozialismus wider.
Nach dem Zweiten Weltkrieg beteiligte sie sich an zahlreichen Ausstellungen. „Wegen der mangelnden Akzeptanz ihrer Arbeiten in den letzten Lebensjahren lebte sie sehr zurückgezogen.“
In den letzten Jahren erfuhr ihr Werk eine positive Neubewertung. Ihr Familienporträt der Familie von Abram B. Enns war 2019/2020 an prominenter Stelle Teil der Schleswiger Ausstellung Spannungsfeld Weimar. Kunst und Gesellschaft 1919-1933.

## Erinnerung
1983 wurde eine Retrospektive im Stormarnhaus in Bad Oldesloe gezeigt. Das Heimatmuseum in Bad Oldesloe besitzt eine Sammlung von über 40 Werken. Im Museum Arnhem wurden 2023 in der Ausstellung „Kunst in ‚Dritten Reich‘“ zwei Gemälde der Künstlerin ausgestellt.
In Bad Oldesloe wurde der Else-Wex-Ring nach ihr benannt. In Lüneburg wurde der Else-Wex-Weg nach ihr benannt. In Celle wurde die Else-Wex-Straße nach ihr benannt.

## Werke (Auswahl)
- Alte Fabrik (Fabrikhof) (1929/30), Kulturhistorisches Museum Rostock, 1937 in der Kunsthalle zu Kiel beschlagnahmt[9]
- Familie A. B. Enns, Schleswig-Holsteinisches Landesmuseum, Schloss Gottorf
- Kinderbildnis (1932), Behnhaus Lübeck[10]
- Eva (Selbstbildnis) (1937), Behnhaus Lübeck[11]
- Jan Cleemann (1938), Behnhaus Lübeck[12]
- Aus meinem Reisetagebuch 1952, in: Der Wagen (1952/53), S. 186–190
- Johannes Schnepel. - Eine Lebensbegleitung in: Der Wagen 1932, S. 60–61 mit angeschlossenen Gedichten Schnepels (S. 62–64)
- Ein Brief (Der Maler N. an seinen Freund) in: Der Wagen 1932, S. 65–69
- Im Knurrhahn in: Der Wagen 1955, S. 177–179
- Sylt in: Der Wagen 1955, S. 179–180
- Bildnis SS-Standartenführer Hermann Behme (1934), Ausstellung „entarte Kunst“ 1937 im Haus der deutschen Kunst in München, und Ausstellung „Kunst im Dritten Reich“ 2023 im Museum Arnhem
- Kindervogelschießen Bad Oldesloe (1941), Ausstellung „Kunst im dritten Reich“ 2023 im Museum Arnhem

## Belege
1. ↑  Deutsche Fotothek. Abgerufen am 16. Februar 2021.
2. ↑  Abram B. Enns: Kunst und Bürgertum. Die kontroversen zwanziger Jahre in Lübeck. Christians/Weiland, Hamburg/Lübeck 1978, ISBN 3-7672-0571-8, S. 173
3. ↑  Alexander Bastek (Hrsg.): Hundert Meisterwerke: die Sammlung des Museums Behnhaus Drägerhaus Lübeck. Petersberg: Imhof / Lübeck: Museum Behnhaus Drägerhaus, Galerie des 19. Jahrhunderts und der Klassischen Moderne [2017] ISBN 978-3-7319-0598-1, S. 228
4. ↑  Eigentlich Wilhelm Jean Cleemann, siehe Personalbogen von Wilhelm Cleemann in der Personalkartei der Gutachterstelle des BIL in der Archivdatenbank der Bibliothek für Bildungsgeschichtliche Forschung (BBF).
5. ↑  Eintrag und Abbildung in der Datenbank GDK Research – Bildbasierte Forschungsplattform zu den Großen Deutschen Kunstausstellungen 1937-1944 in München, abgerufen am 15. Februar 2021
6. ↑  Lexikon schleswig-holsteinischer Künstlerinnen. (Lit.)
7. ↑  Abbildung, abgerufen am 17. Februar
8. ↑  Else Wex-Cleemann neu entdeckt, Stormarner Tageblatt vom 28. März 2012, abgerufen am 16. Februar 2021
9. ↑  Eintrag in der Datenbank Beschlagnahmeinventar Entartete Kunst
10. ↑  Alexander Bastek (Hrsg.): Hundert Meisterwerke: die Sammlung des Museums Behnhaus Drägerhaus Lübeck. Petersberg: Imhof / Lübeck: Museum Behnhaus Drägerhaus, Galerie des 19. Jahrhunderts und der Klassischen Moderne [2017] ISBN 978-3-7319-0598-1, S. 228 Nr. 95
11. ↑  Abb.
12. ↑  Jens-Uwe Brinkmann: Die Lübecker im Porträt 1780–1930. Lübeck: Museen für Kunst und Kulturgeschichte der Hansestadt Lübeck 1973, S. 16 Nr. 43

| Personendaten    | Personendaten                               |
| ---------------- | ------------------------------------------- |
| NAME             | Wex-Cleemann, Else                          |
| ALTERNATIVNAMEN  | Wex-Cleemann, Else; Wex, Else (Geburtsname) |
| KURZBESCHREIBUNG | deutsche Malerin                            |
| GEBURTSDATUM     | 29. November 1890                           |
| GEBURTSORT       | Ciudad Bolívar, Venezuela                   |
| STERBEDATUM      | 24. März 1978                               |
| STERBEORT        | Bad Oldesloe                                |